# 1000 millones
1000 millones è una telenovela argentina del 2002, prodotta da Central Park Producciones e Yair Dori International.
Ha come protagonisti Gustavo Bermúdez e Araceli González. Fu trasmessa dal 18 giugno 2002 fino al 29 novembre dello stesso anno su Canal 13 ed è stata diretta da Diana Álvarez.

## Trama
La storia è quella di un operaio di un cantiere navale che riceve l'eredità dal proprio padre biologico.
Julián Vargas (Gustavo Bermúdez) riposa a casusa del suo duro lavoro in un cantiere navale, assieme ad un suo amico che non fa altro che ripetere cosa farebbe se un giorno il cielo gli darà mai una fortuna. A Julián il denaro non lo fa particolarmente impazzire; la sua idea del paradiso è più o meno a portata di mano: mangiare l'arrosto con i suoi colleghi di lavoro (Fabián Mazzei e Diego Olivera), la conquista di una donna attraente, una birretta nella sua casa sempre disordinata e adottare un cagnolino randagio.
All'inizio viene inoltre spiegata la figura di Carolina (Araceli González): una ragazza studiosa poiché deve preparare il suo ultimo esame di ragioneria, brava, bella, ma sempre insicura e innamorata del suo vicino, ex fidanzatino, amico d'infanzia.
La storia porrà Julián, figlio adottivo, di fronte al padre biologico che non conosce e che, prima di morire, lo rende erede di un holding da un miliardo di pesos. Il miliardario è Héctor Bidonde, che interpretava quasi lo stesso personaggio (con la differenza che lì non moriva) nel romanzo Hombre de mar (1997).
A casa di Julián, la modestia abbraccia la solidarietà: l'affetto e l'allegria di vivere insieme a llamamma Dominga (Rita Cortese), alla zia un po' pazza (María Valenzuela) e alla sorellina (Agustina Cherri). Nel frattempo, in azienda, Pilar (Romina Gaetani) utilizza tutte le armi di seduzione possibili per avere un posto insieme al direttore dell'holding, un tale dottor Lanari (Norberto Díaz).

## Colonna sonora
Il brano d'apertura di 1000 millones è Cuando te vi, cantato da Vicentico.